# Liste der Naturdenkmale in Gütersloh
Die Liste der Naturdenkmale in Gütersloh nennt die im Gebiet der Stadt Gütersloh im Kreis Gütersloh in Nordrhein-Westfalen ausgewiesenen Naturdenkmale.

## Naturdenkmale
| Bild | Nr.   | Bezeichnung | Lage                                                                  | Position                    | Beschreibung                                                      |
| ---- | ----- | ----------- | --------------------------------------------------------------------- | --------------------------- | ----------------------------------------------------------------- |
|      | B 3   | Platane     | Gütersloh, Daltropstraße 5                                            | 51° 54′ 19″ N, 8° 22′ 29″ O |                                                                   |
|      | B 11  | Blutbuche   | Gütersloh, zwischen Hohenzollernstraße 36 und 38                      | 51° 54′ 35″ N, 8° 22′ 28″ O |                                                                   |
|      | B 13  | Wintereiche | Isselhorst, Haller Straße/Haverkamp                                   | 51° 56′ 41″ N, 8° 24′ 41″ O |                                                                   |
|      | B 14  | Rotbuche    | Gütersloh, Unter den Ulmen 3                                          | 51° 54′ 12″ N, 8° 22′ 37″ O | Der Baum ist am 18. Januar 2018 beim Orkan Friederike umgestürzt. |
|      | 2.3.1 | Stieleiche  | ca. 350 m nordöstlich des Hofes Meyer zu Avenwedde                    | 51° 55′ 17″ N, 8° 27′ 43″ O |                                                                   |
|      | 2.3.2 | Stieleiche  | ca. 350 m nördlich des Hofes Lücking nahe des Reinkebaches            | 51° 55′ 20″ N, 8° 26′ 21″ O |                                                                   |
|      | 2.3.3 | Stieleiche  | an der Straße Am Röhrbach, ca. 370 m nördlich des Bahnhofes Avenwedde | 51° 56′ 34″ N, 8° 26′ 20″ O |                                                                   |
|      | 2.3.4 | Dünenhügel  | südöstlich des Flugplatzgeländes                                      | 51° 55′ 1″ N, 8° 19′ 29″ O  |                                                                   |
|      | 2.3.5 | Stieleiche  | Spexard, nördlich des Hellweges, ca. 350 m nördlich des Heimathauses  | 51° 53′ 6″ N, 8° 24′ 22″ O  |                                                                   |
|      | 2.3.6 | Stieleiche  | ca. 50 m nordöstlich der Hofstelle Güth                               | 51° 56′ 26″ N, 8° 23′ 32″ O |                                                                   |